# Batagur dhongoka
Batagur dhongoka е вид влечуго от семейство Азиатски речни костенурки (Geoemydidae). Видът е застрашен от изчезване.

## Разпространение
Разпространен е в Бангладеш и Индия.